# Dipylidium caninum

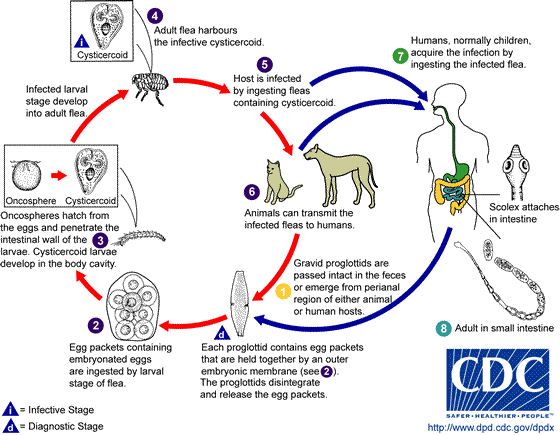
Ciclul de viaţă al Dipylidium caninum

Dipylidium caninum este unul dintre cei mai răspândiți viermi plați (Cestoda) care parazitează pisicile și câinii. Gazdele lor intermediare sunt rozătoarele, puricii (alte insecte), oile, porcii, iepurii, vitele și uneori oamenii.